# Agence mauritanienne d'information
Agence mauritanienne d'information (AMI), créée en 1977 est un établissement public mauritanien à caractère administratif.

## Historique
Créée en 1977 sous le nom de Agence mauritanienne de presse, l'Agence mauritanienne de l'information a son siège à Nouakchott en Mauritanie; elle bénéficie de souplesse en matière de rédime administratif, comptable et financier,. Elle est l'institution officielle de la Mauritanie en charge de l'information et la communication média. Dans le cadre de sa mission première, elle assure à l'opinion nationale et internationale une file d'actualité en arabe, en anglais et en français, couvrant des sujet d'ordre nationaux et internationaux. En plus de son siège à Nouakchott, elle dispose d'un bureaux de correspondance de plusieurs bureaux régionaux dans toute la Mauritanie. L'agence dispose d'un magazine mensuel d'une trentaine de pages environ, appelé Horizon, regroupant des articles de fond sur le pays mais aussi des interviews. Afin de livrer un service d'information public, rapide et crédible, l'agence renforce son staff avec des jeunes journalistes dynamiques et compétents.
Depuis octobre 2023, l'agence est dirigé par Mokhtar Dja Millal, homme politique Mauritanien.

## Organisations d'appartenance
L'Agence mauritanienne de presse développe une coopération avec l'Union des agences de presse arabes, l'Alliance des agences de presse méditerranéenne et l'Agence Maghreb Arabe Presse (MAP),.  Elle est également membre de l'Union des agences de presse de l'Organisation de la Coopération Islamique (OCI).